# Aars

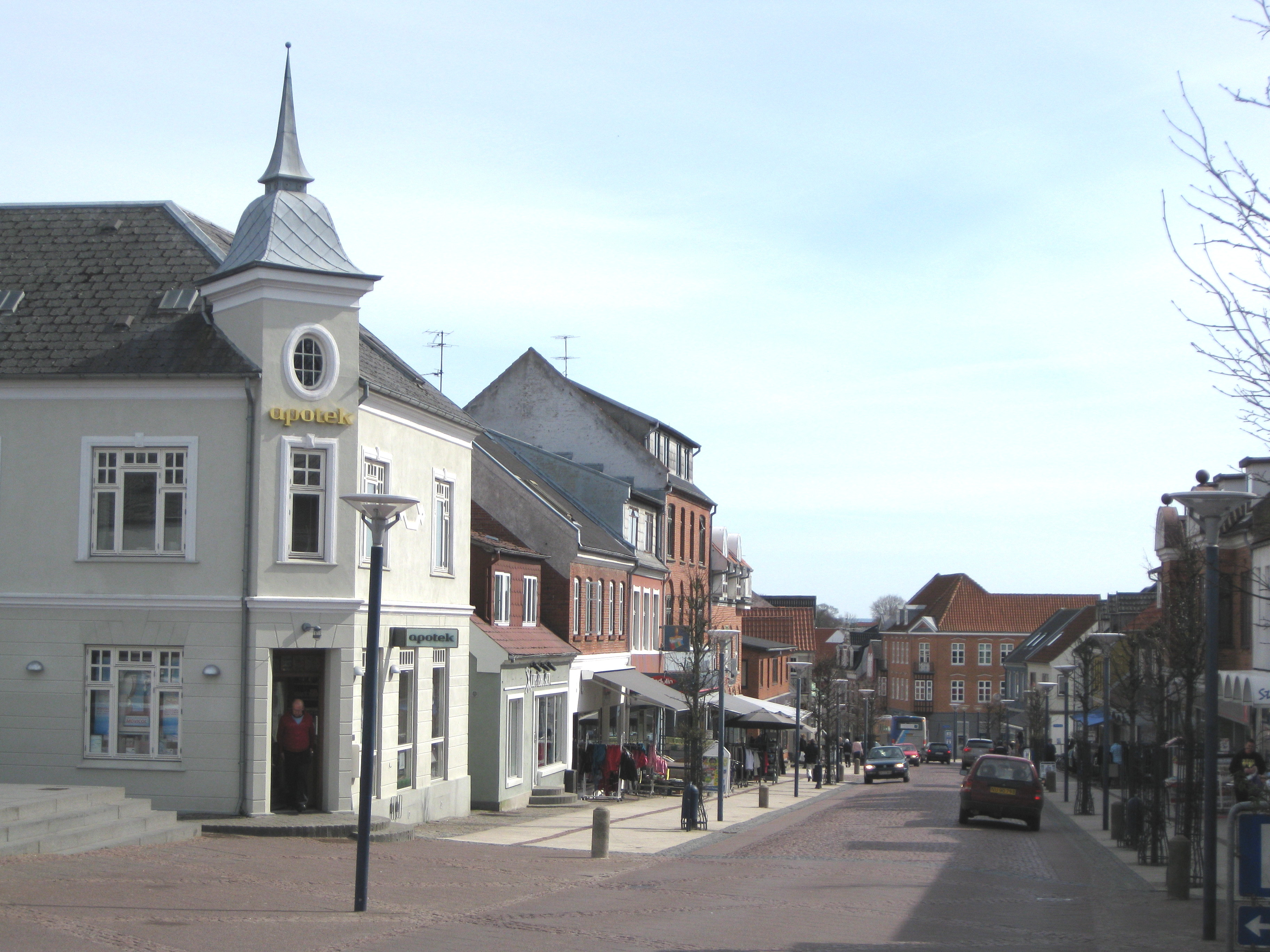
Aars – główna ulica miasta

Aars – największe miasto i siedziba gminy Vesthimmerland w Danii, w regionie Jutlandia Północna. Znajduje się ok. 230 km w linii prostej na północny zachód od stolicy kraju, Kopenhagi. W 2009 r. liczyło 7.893 mieszkańców.
Do reformy administracyjnej w 2007 r. Aars było siedzibą gminy Aars. W języku duńskim funkcjonują dwie równoprawne formy pisowni: Aars i Års.